# Раш (телесеріал)
«Раш» (англ. Rush) — американський телесеріал — медична драма, прем'єра якої відбулася на телеканалі USA Network 17 липня — 18 вересня 2014 року.
Серіал розповідає про життя лос-анджелеського лікаря-гульвісу Вільяма Раша (актор Том Елліс), який працює з дуже специфічними пацієнтами, отримуючи багато грошей і зберігаючи багато секретів.

## У ролях

### Основний склад
- Том Елліс — доктор Вільям П. Раш
- Лоренц Тейт — доктор Алекс Берк
- Сара Габель — Єва Паркер
- Рік Гонзалес — Менні Мекі

### Другорядний склад
- Одет Еннейбл — Сара
- Еріка Серра — Лорел Берк
- Рейчел Ніколс — Коррін Раш
- Гаррі Гемлін — доктор Воррен Раш
- Воррен Крісті — Джей Пі

## Виробництво
Телешоу виробляла студія Fox 21, автором сценарію і режисером став Джонатан Лівайн — з Джиною Меттьюс і Гретою Шарбо; виконавчий продюсер — Адам Фіерро.
«Раш» був знятий у Ванкувері, Британська Колумбія, Канада.
2 жовтня 2014 року було оголошено, що другий сезон телесеріалу не замовлятиметься.